# Bernard Fanning
Bernard Fanning (ur. 15 sierpnia 1969 w Brisbane, Australia) – australijski muzyk, wokalista i autor tekstów; wokalista i lider rockowego zespołu Powderfinger od 1989. 
Dorastał w dzielnicy Brisbane, Toowong; w dzieciństwie został nauczony gry na pianinie przez swoją matkę. Jest absolwentem katolickiej szkoły St. Joseph's College, Gregory Terrace. W wieku 15 lat zaczął pisać pierwsze utwory. Po ukończeniu Joseph's College, studiował dziennikarstwo na University of Queensland, zrezygnował z nauki po roku, by zaczął karierę muzyczną (co doradził mu kolega z uczelni, studiujący ekonomię Ian Haug). Fanning dołączył do Hauga, Johna Collinsa i Stevena Bishopa, którzy założyli Powderfinger, oraz zajął miejsce wokalisty. W ciągu piętnastu lat działalności zespół wydał pięć albumów studyjnych i odniósł komercyjny sukces w Australii. W czasie zawieszenia działalności zespołu, Fanning wydał 31 października 2005 swój solowy album, Tea & Sympathy. Niebawem Powderfinger wznowił działalność i wydał szósty album.
Podczas, gdy Powderfinger gra muzykę typowo alternatywną, solowa twórczość Fanninga jest opisywana jako połączenie blues rocka i folku. Jest multiinstrumentalistą - potrafi grać na gitarze, pianinie, harmonijce ustnej i perkusji. Nierzadko otwarcie krytykuje działalność australijskich polityków, wspiera fundacje i zbiórki charytatywne. Jest formalnym obrońcą rdzennych mieszkańców Australii, Aborygenów.
Jego żoną od lutego 2007 jest hiszpanka Andrea Moreno, którą Fanning poznał podczas nagrań do swojego debiutanckiego albumu solowego, Tea & Sympathy.

## Dyskografia

### Z Powderfinger

#### Albumy studyjne
| Rok                                                                                          | Szczegóły dot. albumu                                                                       | Pozycje na listach | Pozycje na listach | Certyfikaty     |
| Rok                                                                                          | Szczegóły dot. albumu                                                                       | AUS                | NZ                 | Certyfikaty     |
| -------------------------------------------------------------------------------------------- | ------------------------------------------------------------------------------------------- | ------------------ | ------------------ | --------------- |
| 1994                                                                                         | Parables for Wooden Ears - Wydany: 18 lipca 1994 - Wytwórnia: Polydor                       | —                  | —                  |                 |
| 1996                                                                                         | Double Allergic - Wydany: 2 września 1996 - Wytwórnia: Polydor (533 153-2)                  | 4                  | —                  | AUS: 3× platyna |
| 1998                                                                                         | Internationalist - Wydany: 7 września 1998 - Wytwórnia: Polydor (547 795-2)                 | 1                  | —                  | AUS: 5× platyna |
| 2000                                                                                         | Odyssey Number Five - Wydany: 4 września 2000 - Wytwórnia: Grudge (5490922)                 | 1                  | 15                 | AUS: 8× platyna |
| 2003                                                                                         | Vulture Street - Wydany: 4 lipca 2003 - Wytwórnia: Universal (038 353-2)                    | 1                  | 17                 | AUS: 6× platyna |
| 2007                                                                                         | Dream Days at the Hotel Existence - Wydany: 2 czerwca 2007 - Wytwórnia: Universal (1735251) | 1                  | 26                 | AUS: 3× platyna |
| "—" oznacza, ze album nie pojawił się na danej liście, bądź nie został wydany w danym kraju. |                                                                                             |                    |                    |                 |

#### Single
| Rok                                                                                           | Tytuł                                                | Pozycja na listach | Pozycja na listach | Album                                             |
| Rok                                                                                           | Tytuł                                                | AUS                | NZ                 | Album                                             |
| --------------------------------------------------------------------------------------------- | ---------------------------------------------------- | ------------------ | ------------------ | ------------------------------------------------- |
| 1994                                                                                          | "Tail"                                               | —                  | —                  | Parables for Wooden Ears                          |
| 1994                                                                                          | "Grave Concern"                                      | —                  | —                  | Parables for Wooden Ears                          |
| 1994                                                                                          | "Save Your Skin"                                     | —                  | —                  | Parables for Wooden Ears                          |
| 1996                                                                                          | "Pick You Up"                                        | 23                 | —                  | Double Allergic                                   |
| 1996                                                                                          | "D.A.F."                                             | 39                 | —                  | Double Allergic                                   |
| 1997                                                                                          | "Living Type"                                        | 42                 | —                  | Double Allergic                                   |
| 1997                                                                                          | "Take Me In"                                         | 91                 | —                  | Double Allergic                                   |
| 1998                                                                                          | "The Day You Come"                                   | 25                 | —                  | Internationalist                                  |
| 1998                                                                                          | "Don't Wanna Be Left Out/Good-Day Ray"               | 59                 | —                  | Internationalist                                  |
| 1998                                                                                          | "Already Gone"                                       | 64                 | —                  | Internationalist                                  |
| 1999                                                                                          | "Passenger"                                          | 30                 | —                  | Internationalist                                  |
| 2000                                                                                          | "My Happiness                                        | 4                  | 7                  | Odyssey Number Five                               |
| 2000                                                                                          | "Like a Dog"                                         | 40                 | —                  | Odyssey Number Five                               |
| 2000                                                                                          | "My Kind of Scene"                                   | —                  | 41                 | Odyssey Number Five                               |
| 2000                                                                                          | "The Metre/Waiting for the Sun"                      | 31                 | —                  | Odyssey Number Five                               |
| 2003                                                                                          | "(Baby I've Got You) On My Mind"                     | 9                  | —                  | Vulture Street                                    |
| 2003                                                                                          | "Love Your Way"                                      | 37                 | —                  | Vulture Street                                    |
| 2004                                                                                          | "Sunsets"                                            | 11                 | 38                 | Vulture Street                                    |
| 2004                                                                                          | "Since You've Been Gone"                             | 51                 | —                  | Vulture Street                                    |
| 2004                                                                                          | "Stumblin'"                                          | —                  | —                  | These Days: Live in Concert                       |
| 2004                                                                                          | "Bless My Soul"                                      | —                  | —                  | Fingerprints: The Best of Powderfinger, 1994-2000 |
| 2007                                                                                          | "Lost and Running"                                   | 5                  | —                  | Dream Days at the Hotel Existence                 |
| 2007                                                                                          | "I Don't Remember"                                   | 42                 | —                  | Dream Days at the Hotel Existence                 |
| 2007                                                                                          | "Nobody Sees"                                        | 51                 | —                  | Dream Days at the Hotel Existence                 |
| 2008                                                                                          | "Who Really Cares (Featuring the Sound of Insanity)" | —                  | —                  | Dream Days at the Hotel Existence                 |
| 2008                                                                                          | "Wishing on the Same Moon"                           | —                  | —                  | Dream Days at the Hotel Existence                 |
| "—" oznacza, że singel nie pojawił się na danej liście, bądź nie został wydany w danym kraju. |                                                      |                    |                    |                                                   |

### Twórczość solowa

#### Albumy studyjne
| Rok  | Album          | Uwagi |
| ---- | -------------- | --- |
| 2005 | Tea & Sympathy | - Wydany: 31 października 2005 - #1 na Australian charts. - Certyfikat: 5x platyna - Zwycięzca ARIA Award w kategorii "Album roku", "Najlepsza okładka"; nominowany w kategorii "Najlepiej sprzedający się album" i "Najlepszy album Blues & Roots" na ARIA Music Awards 2006. - Wytwórnia: Dew Process i Lost Highway Records. |

#### Single
| Rok  | Singel               | Uwagi |
| ---- | -------------------- | --- |
| 2005 | "Wish You Well"      | - Wydano promocyjny teledysk. - Zwycięzca ARIA Award w kategorii "Najlepszy teledysk" w 2006. - #1 na Triple J Hottest 100 w Triple J Hottest 100 w 2005. - Nominowany w 2007 do APRA Award w kategorii "Najczęściej prezentowana kompozycja Blues & Roots". |
| 2005 | "Songbird"           | - Singel promocyjny. - Nominowany w 2007 do APRA Award w kategorii "Najczęściej prezentowana kompozycja Blues & Roots". |
| 2006 | "Watch Over Me"      | - #16 na australijskich listach przebojów. - Nominowany do ARIA Award w kategorii "Singel roku" w 2006. |
| 2006 | "Weekend of Mystery" | - Utwór bonusowy na wersji albumu Tea & Sympathy dostępnej na iTunes Store. |